# 小毛氈苔
小毛氈苔（學名：Drosera spatulata）又名匙叶茅膏菜、宽苞茅膏菜，在分類學上屬於茅膏菜科中的茅膏菜屬之下，是一種食蟲植物。拉丁學名描述的是其葉形。主要分部於亞太地區，北至日本；南至澳洲與紐西蘭。生長方式類似好望角毛氈苔。生長於潮濕的環境。

## 型態
多年生草本植物，植株紅色無莖。葉根生，連坐型，寬匙形，長9-12毫米，寬2.5-3.5毫米，葉上有緻密的腺毛；葉柄短。花葶長可達15厘米；總狀花序，無分枝，花數少或多。花呈白色或粉紅色，花瓣長度約為萼片長的1.5-2倍；有5枚雄蕊，3枚二分岔的花柱。蒴果約1.5毫米長，種子極小。

本品種跟東海毛氈苔（Drosera tokaiensis）長的一樣，但東海毛氈苔也會有一些差別。
其葉的表面及邊緣密生大大小小的腺毛，膨大的頂端會分泌黏液。當小昆蟲被晶瑩剔透的黏液吸引靠近腺毛，就容易被黏住，且越掙扎會刺激腺毛分泌越多的黏液。蟲被固定住後，腺毛產生的酵素會插入蟲體，將蟲分解成小分子養分後吸收，直至蟲體只剩軀殼後將腺毛鬆開，再由雨水將蟲殼打落。

## 分類學及植物學歷史

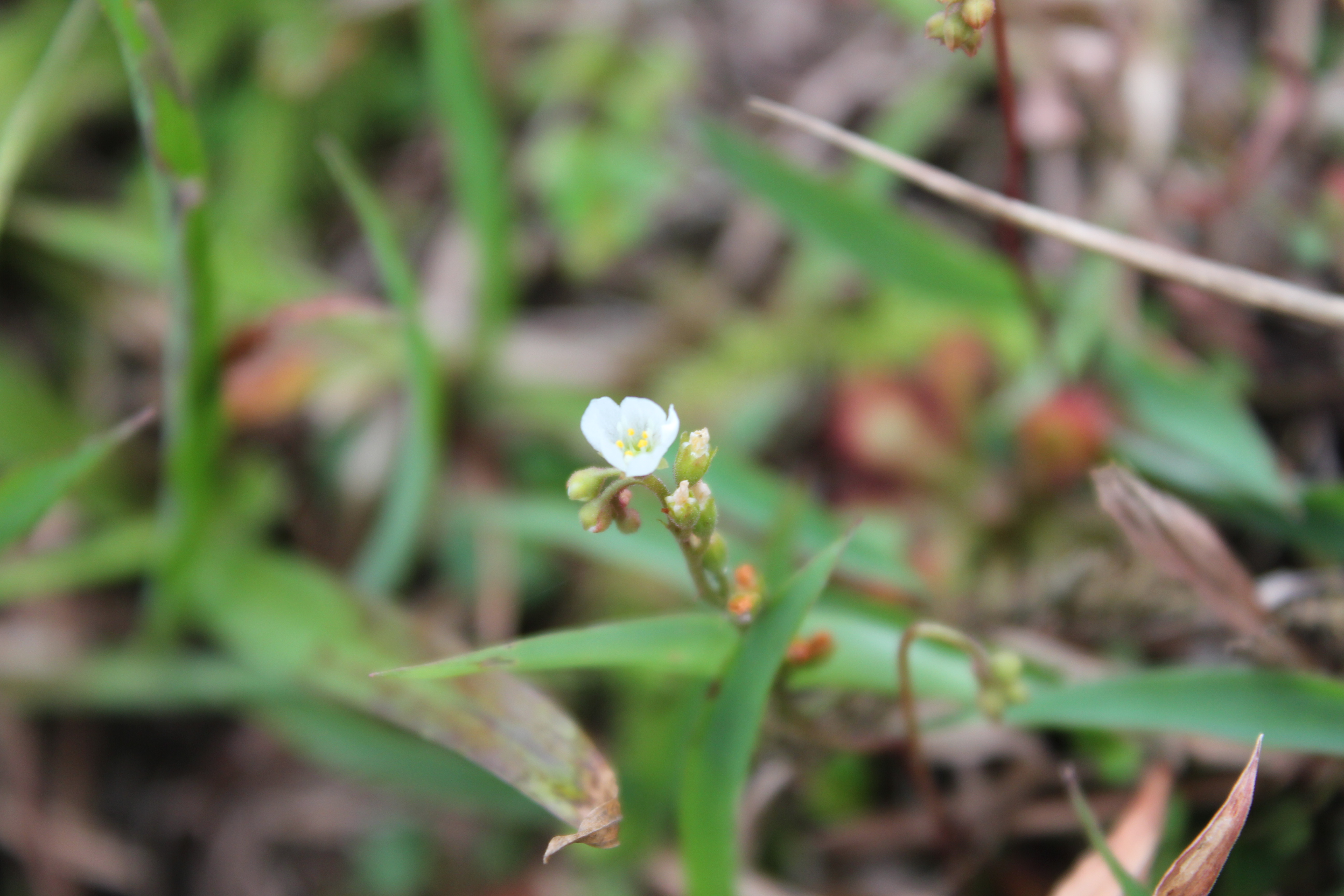
Pictured at Mt. Huangzui Ecological Conservation Area, Yanmingshan National Park, Taiwan.

小毛氈苔最早描述於雅克·拉比亞迪埃1804年的出版物（Novae Hollandiae Plantarum Specimen）。1824年，奧古斯丁·彼拉姆斯·德堪多在他的出版品中描述了小毛氈苔，卻將學名誤印為Drosera spathulata。至今仍常見此誤用的情況。從那時開始，這個物種已被描述在幾個其他的名字下，現在也都已經被歸為同種。認可的變種有兩個，其一Drosera spatulata var. gympiensis在2005年被描述，特徵是具絨毛的萼片。另一變種Drosera spatulata var. bakoensis則被描述自峇哥國家公園。

### 異名
- D. loureirii Hook. & Arn.
- D. lovellae F.M.Bail.
- D. minutula Col.
- D. propinqua Cunn.
- D. spatulata var. loureirii (Hook. & Arn.) Y.Z.Ruan
- D. triflora Col.

### 品種
- Drosera 'Hong Kong' {D'Amato}
- Drosera 'Kanto' {D'Amato}
- Drosera 'Ruby Slippers' {W.J.Clemens}
- Drosera 'Tamlin' {W.Dawnstar}